# 스포츠맨의 스케치

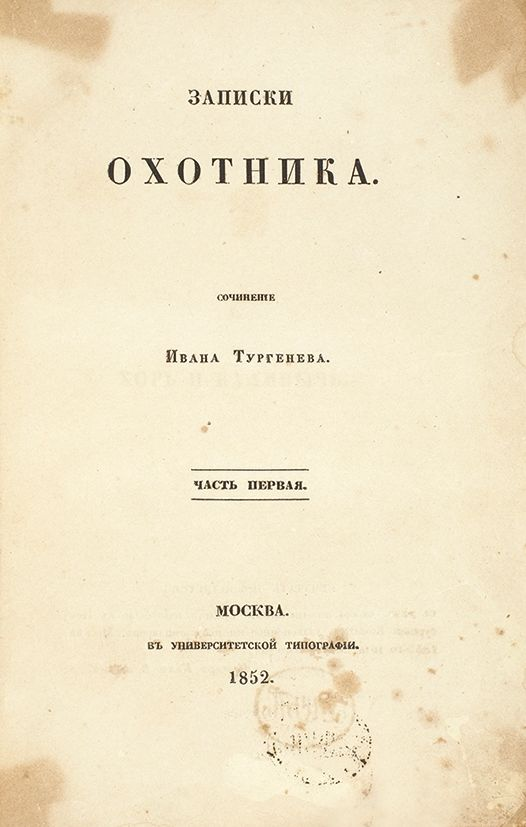
타이틀 페이지

스포츠맨의 스케치(러시아어: Запи́ски охо́тника)는 스포츠맨의 노트북으로도 알려져 있으며 이반 투르게네프의 1852년에 쓰여진 단편소설이다. 이 작품은 러시아의 농노들의 힘겨운 삶이 농노와 주인에게 미치는 악영향을 현실적으로 묘사하였다. 이 작품은 해리엇 비처 스토의 톰 아저씨의 오두막과 비견된다.